# Wonderfl
wonderfl(ワンダフル)とは、カヤックが開発したブラウザからAdobe Flashを作成できるウェブサービスである。ActionScript の統合開発環境。

## 概要
ブラウザから入力されたActionScriptをサーバサイドでコンパイルし、結果をリアルタイムで確認できるウェブサービス。
投稿されたコードはすべて公開されており、ユーザはコードをforkすることで他者のコードを元に開発を行うことができる。
また、投稿するコードにquestionのタグをつけることで、初心者が上級者にコードで質問することができる。

## イベント
定期的ではないが、カヤックが他の企業・団体・グループと連携してイベントを開催する事がある。お題が出題され、ActionScriptなどのコードで条件を満たす作品を作り提出、優勝者には賞品がよく出される。例としては：
- SPEC -　jsdo.itと言うwonderflに似たような、ブラウザでJavaScript、HTML5およびCSS3を作成できるウェブサービスと連携し、出されたお題に挑戦するというもの。